# Вавжишев (станция метро)

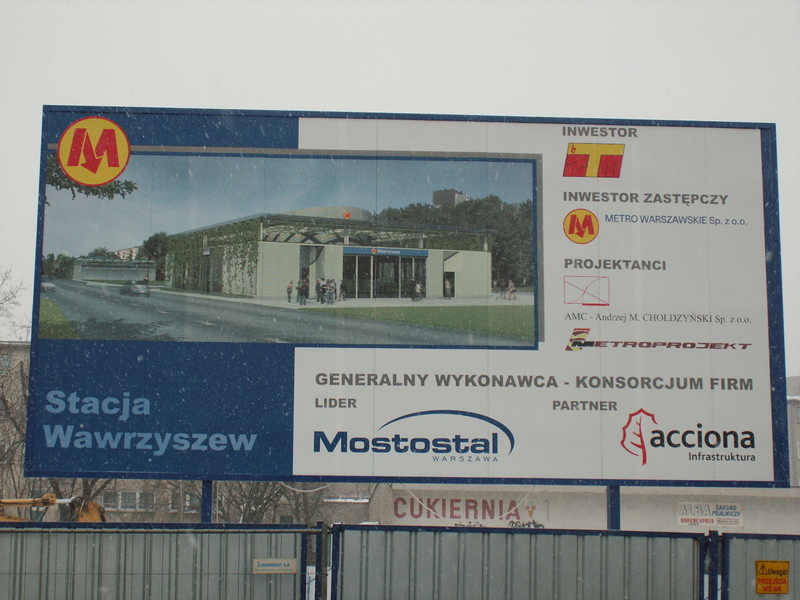
Проект станции

«Вавжишев» (пол. Wawrzyszew) (A22) — 20-я станция Варшавского метрополитена.
Открыта 25 октября 2008 года в составе участка «Слодовец» — «Млоцины». Расположен в непосредственной близости от улиц Каспровича, Волюмен и Линде.

## Описание станции
Одноэтажная станция. Платформы, шириной 4,5 метра каждая, расположены по бокам от железнодорожных путей метрополитена, расположенных посередине. Длина станции 149 м. Вся станция расположена вдоль улицы Каспровича. Южный выход ведёт на улицы Волумен и Линде, северный выход расположен недалеко от улицы Вергилия. На концах станции расположены эскалаторы и стационарные лестницы. Входом на станцию является кирпичное здание с раздвижными дверями, покрытыми навесом. Перрон оформлен в серых тонах, на перроне расположены каменные скамьи.
Белянский отрезок метро Слодовец - Млоцины был построен открытым способом.
Неподалёку от станция расположен рынок "Волюмен".

## История
- Дата проведения конкурса - 29 ноября 2005 года объявлен тендер на строительство тоннелей и двух станций (Старые Беланы и Вавжишев). Выиграли консорциум Mostostal Warszawa и фирма Acciona Development.
- Дата подписания договора - 31 мая 2006 года.
- Дата начала строительства - июнь / июль 2006 года.
- Дата завершения строительства - июнь 2008 года.
- 24 июля 2008 в рамках технической приемки станции были проведены дымовые испытания обеих станций. Испытаны были также вентиляторы.
- 25-27 июля 2008 (на выходные) были проведены пробные пробеги поездов на участке Старые Беланы — Вавжишев, было проведено тестирование всех систем в туннелях между двумя станциями.
- Дата введения в эксплуатацию - 25 октября 2008 года.
- Срок выполнения договора - 16 с половиной месяцев.
- Стоимость строительства двух станций и тоннелей - 217 697 410 злотых.